# Becker O’Shaughnessey
Becker O’Shaughnessey (* 31. Januar 1994) ist ein ehemaliger US-amerikanischer Tennisspieler.

## Karriere
Becker O’Shaughnessey spielte einige wenige Matches auf der ATP Challenger Tour und der ITF Future Tour. Er feierte einen Doppelsieg auf der Future Tour.
Im Doppel erfolgte bei den BB&T Atlanta Open sein einziger Auftritt auf der ATP World Tour. Hierbei bildete O’Shaughnessey ein Doppelpaar mit Korey Lovett. Sie verloren ihre Auftaktpartie gegen Benjamin Becker und Frank Moser klar in zwei Sätzen.